# موش کالیفرنیا
موش کالیفرنیا (نام علمی: Peromyscus californicus) نام یک گونه از سرده موش‌های آهویی است.